# Ossètes
Cet article concerne le peuple ossète. Pour la langue ossète, voir Ossète.
Pour l’article ayant un titre homophone, voir O7.
Les Ossètes, ou Osses (en ossète : ирӕттӕ, irættæ ; en géorgien : ოსები, osebi), forment un peuple vivant dans le Caucase, entre Russie pour sa partie septentrionale et Géorgie pour sa partie méridionale.
Leur langue, l'ossète, appartient au groupe iranien de la famille des langues indo-européennes, qui a été étudiée par le linguiste russe Vsevolod Miller puis par Georges Dumézil, à travers leurs légendes (notamment celle des Nartes). La population ossète est en majorité chrétienne orthodoxe.

## Étymologie

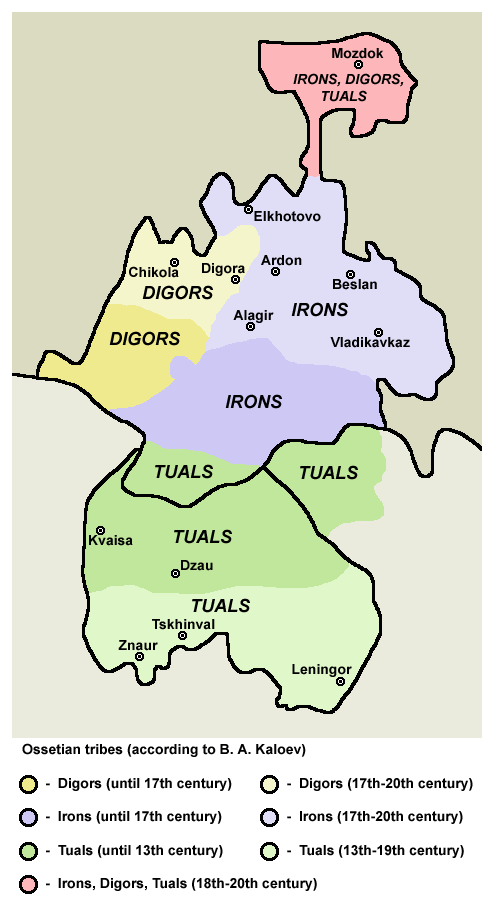

Le nom géographique russe « Ossétie » et sa désignation correspondante du peuple « ossète » provient d'une racine géorgienne.
À l'origine, les Russes désignaient les Ossètes sous le nom de Iasses (ясы, relié aux Iazyges).
Dans l'Antiquité tardive, les Iazyges ont cessé d'être mentionné comme tribu. Au Moyen Âge, un peuple du groupe iranien est apparu dans l'Est de l'Europe, les Jazones. Ces Jazones ou Jász, peuple ossète qui a migré vers la Hongrie, sont d'abord mentionnés en Hongrie en l'an 1318, et leur nom, orthographié en grec « Jasons » (Ιάσωνες). Les Jász de Hongrie maintiendront leur langue jusqu'au XVe siècle. Alors qu'ils sont devenus linguistiquement hongrois, leurs descendants dans la région de Jász en Hongrie maintiennent toujours une certaine culture et une conscience de leurs origines.
À la fin du XIVe siècle, les Russes ont adopté le nom géorgien d'Ossètes. En Géorgie, les Alania/Alains sont connus respectivement comme Oseti (ოსეთი) et Osebi (ოსები). À partir du russe, les termes d'Ossétie et d'Ossètes se sont ensuite diffusées dans les autres langues.
Les Ossètes se réfèrent à leur nation comme irættæ (pl.) ou Iron (au singulier ; ces deux termes liés au nom de l'Iran proviennent de la racine indo-européenne آریا Ârya « noble »).

## Histoire
Au VIIe siècle les Alains sont dispersés par les Khazars turcophones. Une partie des Alains, mentionnés comme Asses ou Osses, se réfugient autour du principal passage dans le Nord-Caucase, dès lors nommé Dar-i-Alan (« Porte des Alains »), aujourd'hui la passe de Darial, qu'ils contrôlent depuis et qui fut longtemps une source de revenus, à côté du pastoralisme. La partie nord de l’Ossétie est en Russie depuis 1714.
En 1922, les Soviétiques les organisent en deux entités politiques : la « République socialiste soviétique autonome d'Ossétie-du-Nord », dépendant de la République socialiste fédérative soviétique de Russie au nord de la passe de Darial (qui, jusqu'en 1936, inclut aussi les Ingouches), et l'« Oblast autonome d'Ossétie du Sud » dépendant de la République socialiste soviétique de Géorgie. La déportation des Ingouches en 1944 et leur retour en 1957 déclenche un conflit avec ce peuple, l'Ossétie du Nord refusant de leur restituer le district de Prigorodny, partie de l'Ingouchie rattachée en 1945 à l'Ossétie. En 1991 les Ossètes proclament d'abord leur indépendance et la réunification des deux Osséties, mais leurs représentants sont très rapidement « persuadés » de rester au sein de la Russie, officiellement (de jure) pour l'Ossétie du Nord, et officieusement (de facto) pour l'Ossétie du Sud (qui de jure est géorgienne). Après la guerre russo-géorgienne de 2008, la Russie a reconnu l'indépendance de l'Ossétie du Sud, mais le pays reste divisé et ces changements imposés par la force armée ne sont pas reconnus par la communauté internationale.

## Galerie

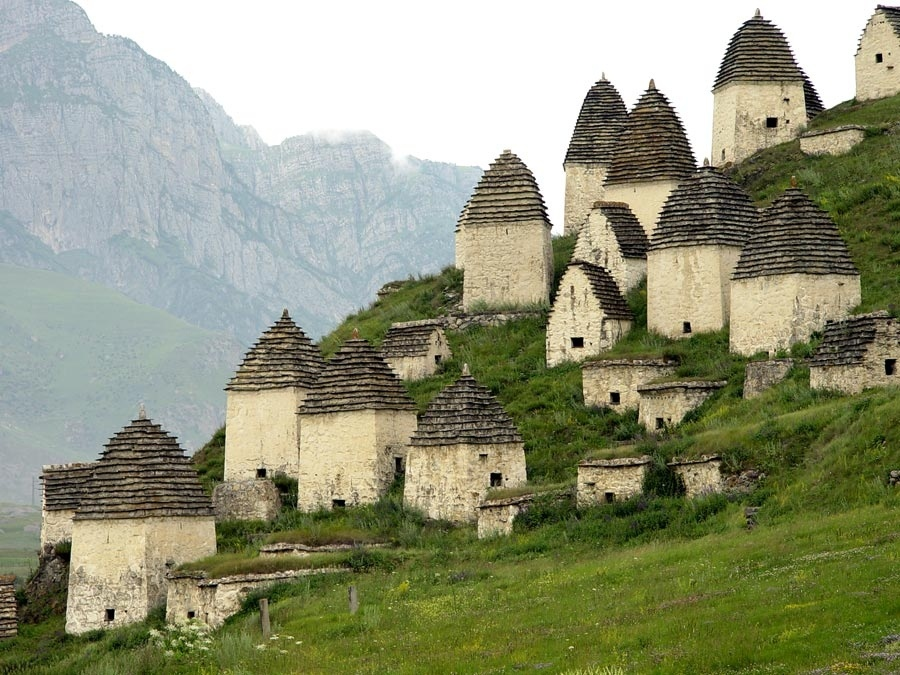
Nécropole de Dargavs (en)
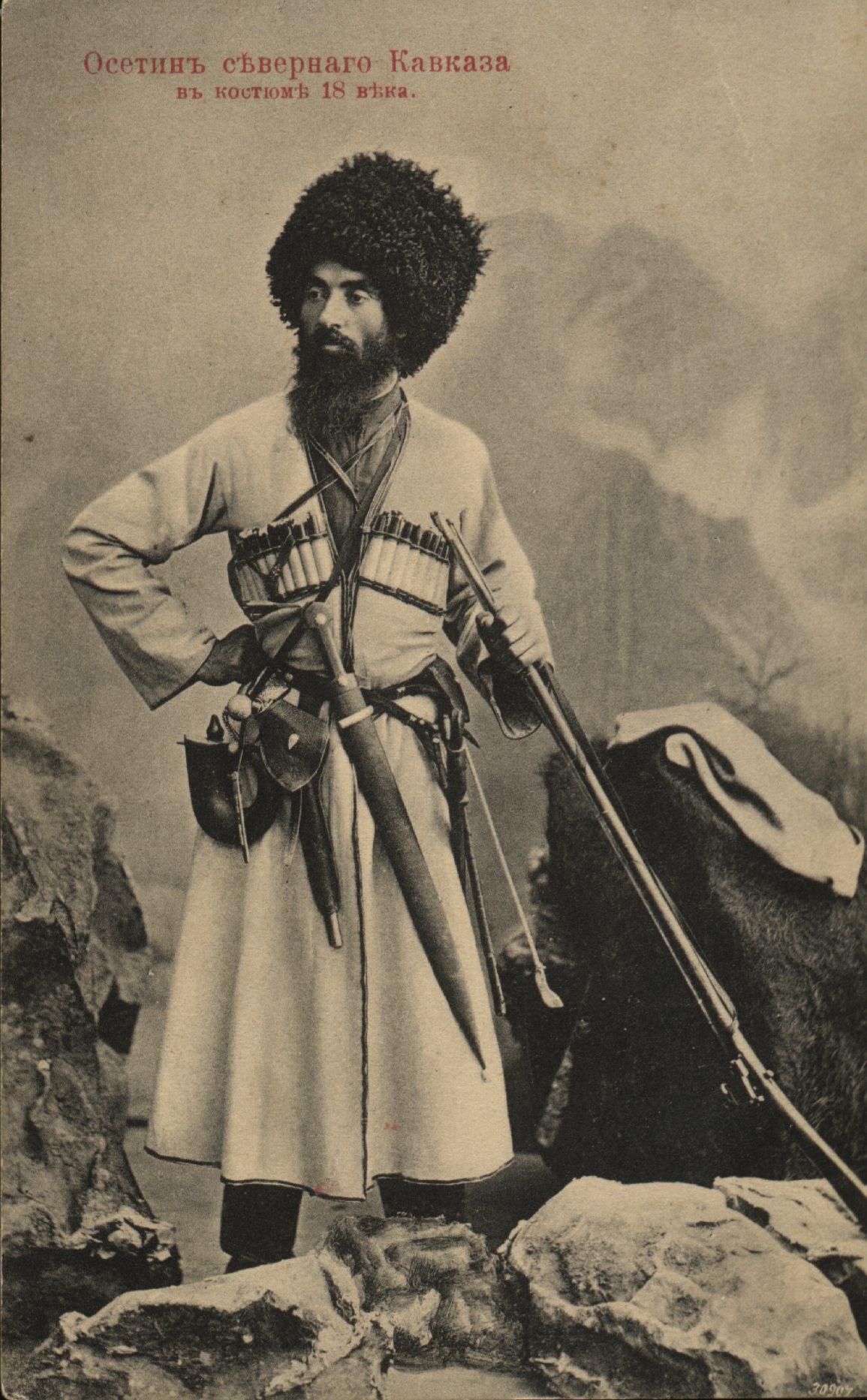
Ossète du Nord Caucase dans un costume du XVIIIe siècle (Vano Ramonov, XIXe siècle).
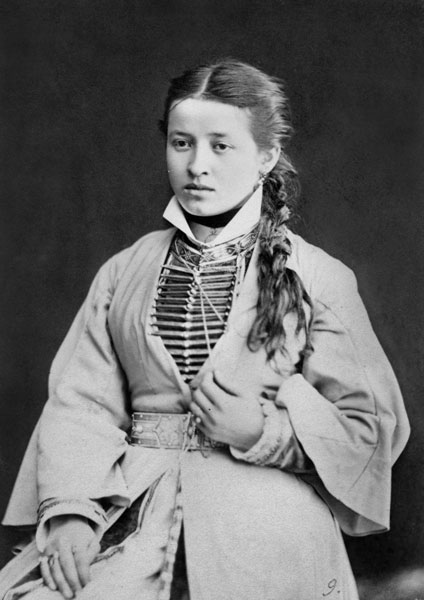
Jeune-femme ossète dans un costume traditionnel (1883).
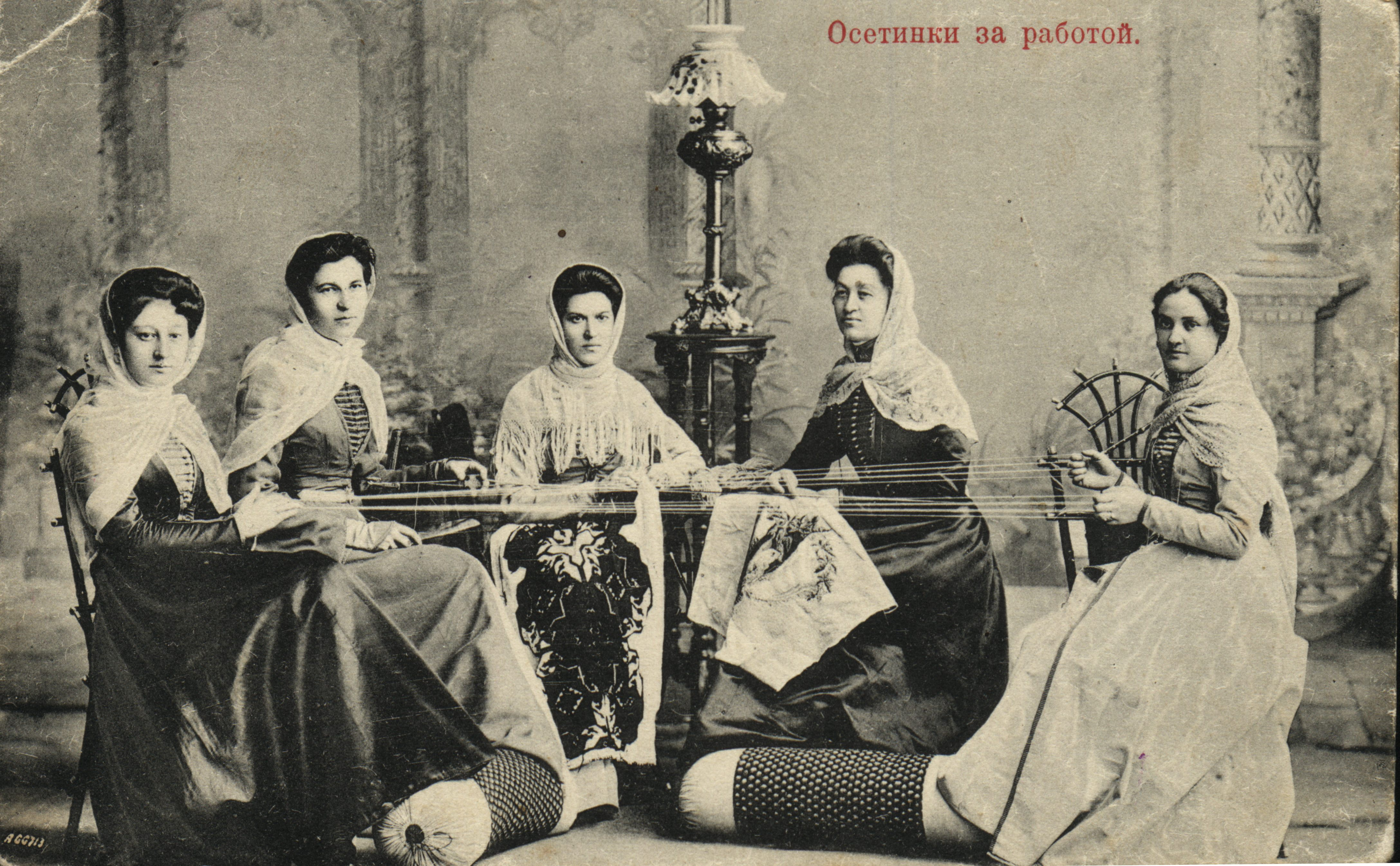
Femmes ossètes au travail (XIXe siècle).
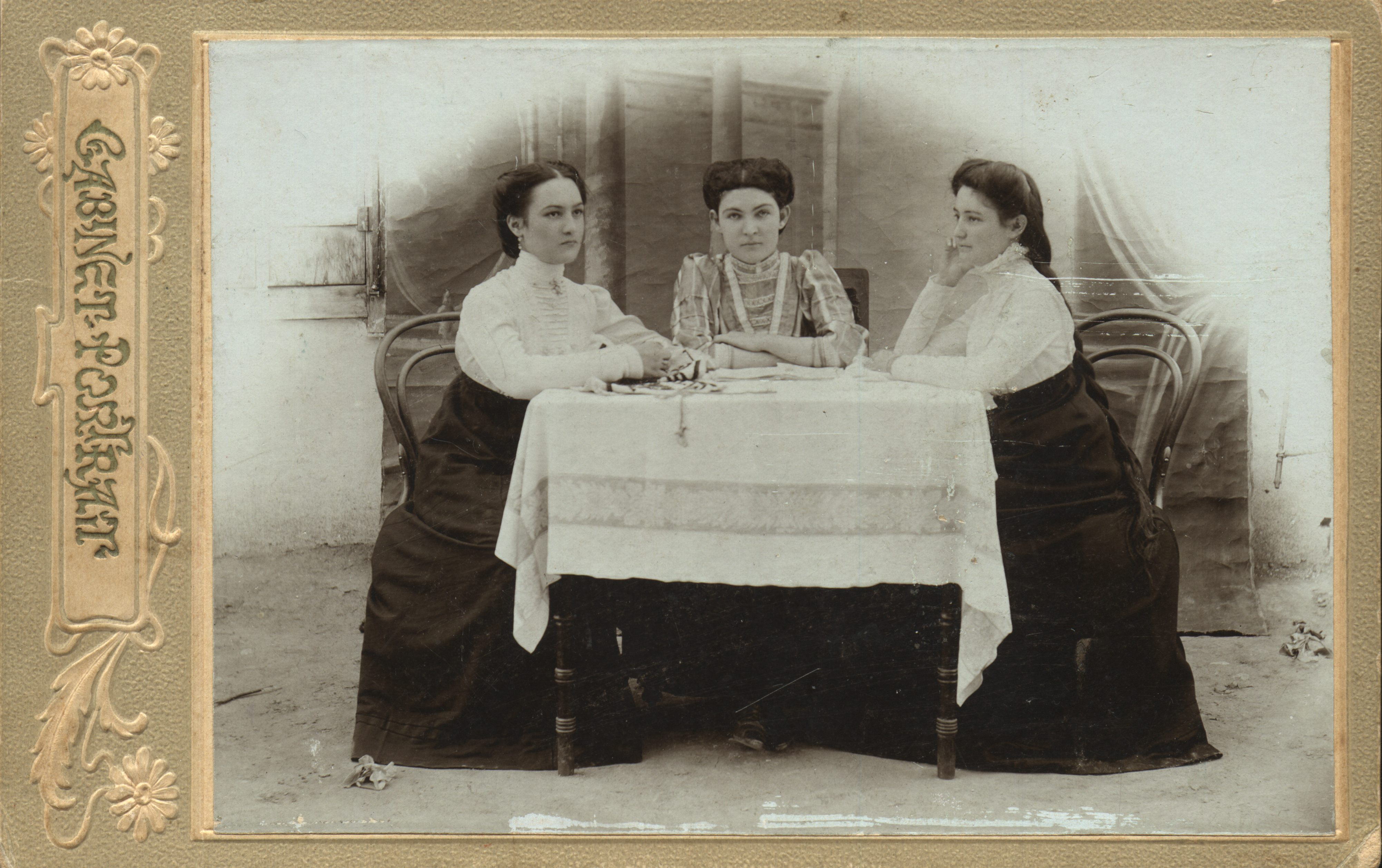
Trois professeurs ossètes (XIXe siècle).

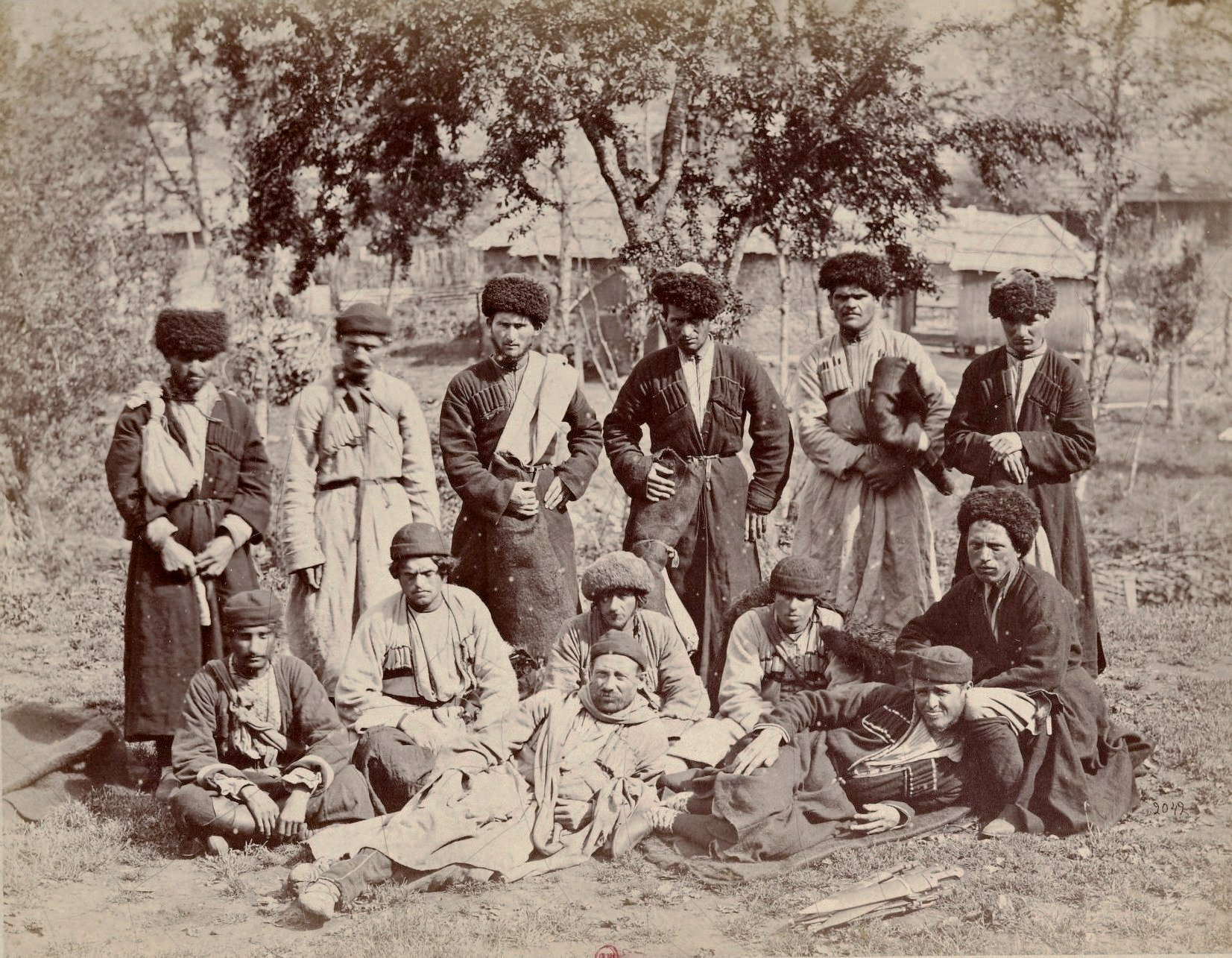
Combattants ossètes, 1881
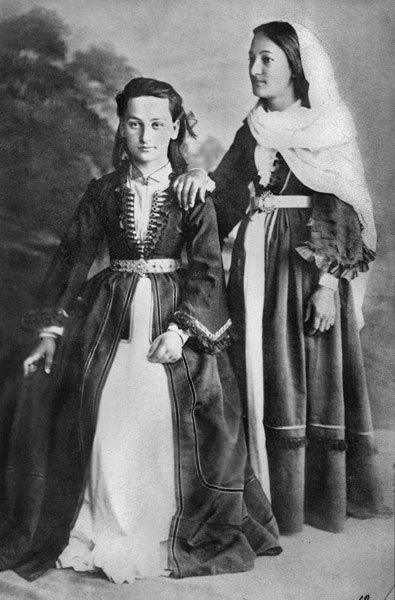
Sœurs Dudarova, en costume ossète, 1881
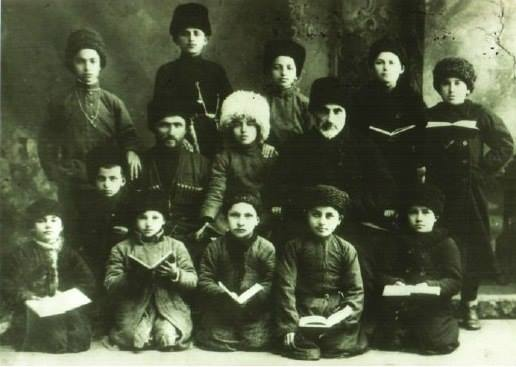
Écoliers ossètes, 1904
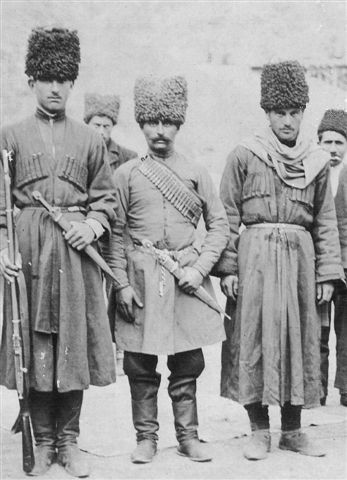
Combattants vers 1910
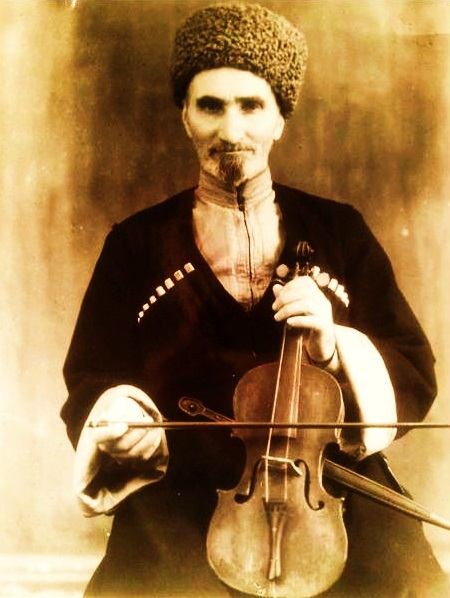
Mysykkaty Tembolat, rhapsode
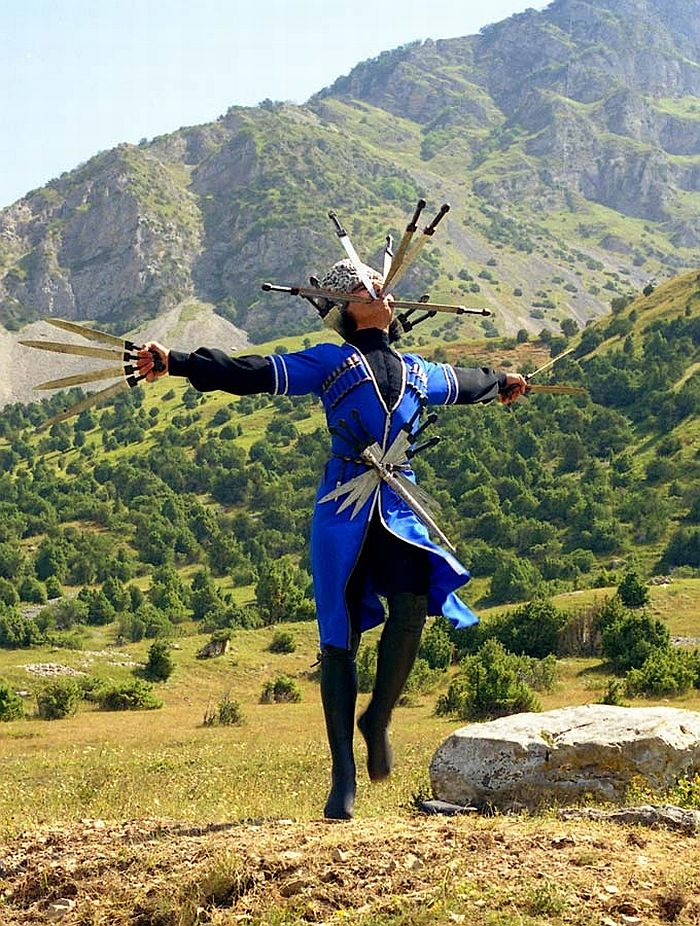
Alexander Dzusov, danseur